# Akkaia bengalensis
Akkaia bengalensis är en insektsart. Akkaia bengalensis ingår i släktet Akkaia och familjen långrörsbladlöss. Inga underarter finns listade i Catalogue of Life.